# Brandstation
En brandstation er en bygning, som er tilholdssted for et brandvæsen og deres udstyr. Der findes forskellige typer brandstationer alt efter, om det er en station for fuld- eller deltidsbrandfolk, eller det er en mindre brandstation.
Der er typisk garageanlæg, hvor brandbilerne står klar til udrykning, samt forskellige former for opholdslokaler. Hvis stationen er døgnbemandet, har man desuden lokaler til madlavning, hvile og omklædning. Herudover er ofte også kontorer til administrationen. På større stationer, kan man tillige finde værksteder, vaskehaller, vagtcentral.
En hjælpebrandstation er en lille brandstation, hvor der kun er få køretøjer, som ved behov får hjælp fra en fjernere liggende station, der så huser den store udrykningsstyrke. Denne løsning vælges ofte i områder med lav aktivitet, da det er mere økonomisk end at etablere en stor station, hvor der kan være langt mellem udrykningerne.
Visse mindre stationer deler arealer og bygninger med f.eks. en lokal virksomhed eller rådhus, hvor man så kan deles om udgifterne til bygningerne, men hvor mandskabet så arbejder meget tæt på.